# TI-Volley
TI-Volley är en volleybollförening från Völs, Österrike. Föreningen grundades 1972 och har som bäst blivit tvåa i österrikiska mästerskap och finalist i österrikiska cupen (bägge 1998/1999).
Namn klubben använt:
- 2010/11: TI-bellutti volley
- 2011/12: TI-Murauer-volley
- 2012/13: TI-Teamgeist-volley
- 2013/14: TI-Meraner-volley
- 2014/15: TI-Teamgeist-volley
- 2015/16: TI-panoramabau-volley
- 2016/17: apgrossergott TI-volley
- 2017/18: TI Tantum Volley
- 2019/20: TI-esssecaffè-volley
- 2020/21: TI-abc-fliesen-volley
- 2021/22: TI-wellwasser®-volley[8]